# Выборы в Законодательное собрание Краснодарского края (2017)
Выборы депутатов Законодательного собрания Краснодарского края шестого созыва состоялись в Краснодарском крае 10 сентября 2017 года в единый день голосования. Выборы прошли по смешанной избирательной системе: из 70 депутатов 35 были избраны по партийным спискам (пропорциональная система), остальные 35 — по одномандатным округам (мажоритарная система). Для попадания в заксобрание по пропорциональной системе партиям необходимо преодолеть 5%-й барьер. Срок полномочий заксобрания шестого созыва — пять лет.
На 1 января 2017 года в Краснодарском крае было зарегистрировано 4 042 403 избирателей.
Председатель Избирательной комиссии Краснодарского края — Алексей Черненко.

## Ключевые даты
- 7 июня Законодательное собрание Краснодарского края назначило выборы на 10 сентября 2017 года (единый день голосования).[4]
  - 9 июня постановление было опубликовано в СМИ.[4]
- 9 июня Избирком Краснодарского края утвердил календарный план мероприятий по подготовке и проведению выборов.[5]
- с 12 июня по 21 июля — период выдвижения краевых списков кандидатов.[5]
- с 12 июня по 26 июля — период выдвижения кандидатов по одномандатным округам.[5]
- агитационный период начинается со дня выдвижения и заканчивается и прекращается за одни сутки до дня голосования.[5]
- по 26 июля — период представления документов для регистрации кандидатов и краевых списков.[5]
- с 12 августа по 8 сентября — период агитации в СМИ.[5]
- 9 сентября — день тишины.[5]
- 10 сентября — день голосования.

## Участники
Согласно избирательной комиссии Краснодарского края, 6 политических партий имеют право выставить списки кандидатов без сбора подписей избирателей:
- Единая Россия
- Коммунистическая партия Российской Федерации
- ЛДПР
- Справедливая Россия
- Коммунисты России
- Яблоко

### Выборы по партийным спискам
Для регистрации партиям необходимо было собрать от 20 212 до 22 233 подписей (0,5 % от числа избирателей).
| 1 | Справедливая Россия                             | Виктор Сергеев • Ахмед Бесленей • Денис Хмелевской    | 34 | 47  | зарегистрирован                               |
| 2 | ЛДПР — Либерально-демократическая партия России | Владимир Жириновский • Иван Тутушкин • Батырбий Панеш | 35 | 73  | зарегистрирован                               |
| 3 | Единая Россия                                   | Владимир Бекетов • Юрий Бурлачко • Владимир Порханов  | 35 | 97  | зарегистрирован                               |
| 4 | Коммунистическая партия Российской Федерации    | Николай Осадчий • Павел Соколенко • Геннадий Шабунин  | 35 | 82  | зарегистрирован                               |
| 5 | Коммунисты России                               | Юлия Горшенина • Мурад Казибеков • Максим Сурайкин    | 35 | 104 | зарегистрирован                               |
| | Партия Великое Отечество                        | Вячеслав Королев • Николай Капранов • Вадим Беляков   | 26 | 29  | отказ в регистрации (не представлены подписи) |
| | Родина                                          |                                                       |    |     | отказ в заверении                             |
| | Яблоко                                          |                                                       |    |     | отказ в заверении                             |
| *Региональная группа соответствует одномандатному округу и должна включать от 1 до 3 кандидатов. Региональных групп должно быть от 18 до 35. |                                                 |                                                       |    |     |                                               |
| **Без учёта выбывших кандидатов. Общее число включённых в список кандидатов должно быть от 19 до 108 человек.                                |                                                 |                                                       |    |     |                                               |

### Выборы по округам
По 35 одномандатным округам кандидаты могли выдвигаться как от партии, так и путём самовыдвижения. Кандидатам необходимо собрать 3 % подписей от числа избирателей соответствующего одномандатного округа.
| Партия | Партия                                                         | Кандидатов | Кандидатов       |
| Партия | Партия                                                         | Выдвинуто  | Зарегистрировано |
| ------ | -------------------------------------------------------------- | ---------- | ---------------- |
|        | Единая Россия                                                  | 32         | 31               |
|        | Коммунистическая партия Российской Федерации                   | 35         | 35               |
|        | Коммунисты России                                              | 35         | 34               |
|        | ЛДПР                                                           | 33         | 33               |
|        | Объединённая партия людей ограниченной трудоспособности России | 1          | 0                |
|        | Партия Роста                                                   | 1          | 1                |
|        | Справедливая Россия                                            | 32         | 31               |
|        | Яблоко                                                         | 1          | 0                |
|        | Самовыдвижение                                                 | 15         | 3                |
| Всего  | Всего                                                          | 185        | 168              |

| №  | Округ            | Состав                                                                       | Всего избирателей |
| -- | ---------------- | ---------------------------------------------------------------------------- | ----------------- |
| 1  | Западный         | частично город Краснодар                                                     | 125 630           |
| 2  | Екатеринодарский | частично город Краснодар                                                     | 116 162           |
| 3  | Карасунский      | частично город Краснодар                                                     | 119 509           |
| 4  | Прикубанский     | частично город Краснодар                                                     | 126 089           |
| 5  | Калининский      | частично город Краснодар                                                     | 123 869           |
| 6  | Центральный      | частично город Краснодар                                                     | 122 502           |
| 7  | Армавирский      | частично город Армавир                                                       | 119 971           |
| 8  | Восточный        | Успенский район, Отрадненский район, частично Новокубанский район            | 103 404           |
| 9  | Кубанский        | частично город Армавир, Гулькевичский район, Новокубанский район             | 107 658           |
| 10 | Линейный         | Мостовский район, Лабинский район                                            | 127 422           |
| 11 | Междуреченский   | Курганинский район, Тбилисский район                                         | 104 901           |
| 12 | Кавказский       | Кавказский район, частично Гулькевичский район                               | 104 497           |
| 13 | Челбасский       | Тихорецкий район, частично Выселковский район                                | 106 292           |
| 14 | Бейсугский       | Усть-Лабинский район, частично Выселковский район                            | 115 352           |
| 15 | Дальний          | Белоглинский район, Павловский район, Новопокровский район                   | 111 120           |
| 16 | Ейский           | Ейский район                                                                 | 105 692           |
| 17 | Казачий          | Крыловский район, Ленинградский район, частично Каневской район              | 105 113           |
| 18 | Степной          | Староминский район, Щербиновский район, Кущевский район                      | 114 299           |
| 19 | Кошевой          | Брюховецкий район, частично Каневской район, Тимашевский район               | 108 887           |
| 20 | Атаманский       | Динской район, частично Тимашевский район                                    | 115 504           |
| 21 | Кирпильский      | Кореновский район, частично Тимашевский район                                | 118 425           |
| 22 | Азовский         | Славянский район, частично Красноармейский район                             | 108 034           |
| 23 | Лиманный         | Калининский район, Приморско-Ахтарский район, частично Красноармейский район | 110 796           |
| 24 | Водный           | Абинский район, частично Красноармейский район                               | 106 871           |
| 25 | Виноградный      | Крымский район, частично Темрюкский район                                    | 105 906           |
| 26 | Солнечный        | частично Темрюкский район, город-курорт Анапа                                | 123 072           |
| 27 | Южный            | частично город-курорт Анапа, город Новороссийск                              | 128 461           |
| 28 | Новороссийский   | частично город Новороссийск                                                  | 126 853           |
| 29 | Черноморский     | город-курорт Геленджик, частично город Новороссийск                          | 127 309           |
| 30 | Лесистый         | Северский район, частично город Горячий Ключ                                 | 123 665           |
| 31 | Предгорный       | Белореченский район, частично Апшеронский район, город Горячий Ключ          | 118 475           |
| 32 | Горный           | Туапсинский район, частично Апшеронский район                                | 121 539           |
| 33 | Морской          | частично город-курорт Сочи                                                   | 113 550           |
| 34 | Сочинский        | частично город-курорт Сочи                                                   | 115 808           |
| 35 | Курортный        | частично город-курорт Сочи                                                   | 109 766           |

## Результаты

Явка на выборах по единому округу (слева) и одномандатным округам (справа).

| Партия                     | Партия                     | по единому округу | по единому округу | по единому округу | по единому округу | по единому округу | по одно- мандатным округам | по одно- мандатным округам | всего | всего | всего   | всего   |
| Партия                     | Партия                     | Голоса            | %                 | +/-               | Мест              | +/-               | Мест                       | +/-                        | Мест  | +/-   | %       | +/-     |
| -------------------------- | -------------------------- | ----------------- | ----------------- | ----------------- | ----------------- | ----------------- | -------------------------- | -------------------------- | ----- | ----- | ------- | ------- |
|                            | «Единая Россия»            | 1 199 904         | 70,78 %           | ▲1,31 %           | 29                | ▼16               | 31                         | ▼19                        | 60    | ▼35   | 85,71 % | ▼9,29 % |
|                            | КПРФ                       | 195 424           | 11,53 %           | ▲2,55 %           | 3                 | ▼2                | 0                          | ▬ 0                        | 3     | ▼2    | 4,29 %  | ▼0,71 % |
|                            | ЛДПР                       | 188 972           | 11,15 %           | ▲6,59 %           | 3                 | ▲3                | 0                          | ▬ 0                        | 3     | ▲3    | 4,29 %  | ▲4,29 % |
|                            |                            |                   |                   |                   |                   |                   |                            |                            |       |       |         |         |
|                            | «Справедливая Россия»      | 58 632            | 3,46 %            | ▼0,69 %           | 0                 | ▬ 0               | 1                          | ▲1                         | 1     | ▲1    | 1,43 %  | ▲1,43 % |
|                            | «Коммунисты России»        | 26 155            | 1,54 %            | ▼1,73 %           | 0                 | ▬ 0               | 0                          | ▬ 0                        | 0     | ▬ 0   | 0 %     | ▬ 0 %   |
|                            | Партия Роста               |                   |                   |                   |                   |                   | 1                          | —                          | 1     | —     | 1,43 %  | —       |
|                            | Самовыдвижение             | 2                 | ▲2                | 2                 | ▲2                | 2,86 %            | ▲2,86 %                    |                            |       |       |         |         |
| Действительные бюллетени   | Действительные бюллетени   | 1 669 087         | 98,46 %           | ▲0,40 %           |                   |                   |                            |                            |       |       |         |         |
| Недействительные бюллетени | Недействительные бюллетени | 26 136            | 1,54 %            | ▼0,40 %           |                   |                   |                            |                            |       |       |         |         |
| Всего                      | Всего                      | 1 695 223         | 100 %             | —                 | 35                | ▼15               | 35                         | ▼15                        | 70    | ▼30   | 100 %   | —       |
|                            |                            |                   |                   |                   |                   |                   |                            |                            |       |       |         |         |
| Явка                       | Явка                       | 1 695 223         | 42,03 %           | ▼2,65 %           |                   |                   |                            |                            |       |       |         |         |
| Общее число избирателей    | Общее число избирателей    | 4 033 025         |                   |                   |                   |                   |                            |                            |       |       |         |         |

## Нарушения на выборах
Наблюдатели подвели итоги хода Единого дня голосования в Краснодарском крае и рассказали о нарушениях во время процедуры голосования
По данным движения в защиту прав избирателей «Голос», наиболее распространенным видом нарушений на данный момент является различные нарушения прав наблюдателей и членов комиссии с совещательным голосом.
«Представители "Голоса" столкнулись с различными трудностями в работе на участках. В 10 УИКах: 2015, 2108, 2114, 2116, 2151, 2172, 6020, 6024, 6031, 6042 наблюдатели столкнулись с трудностями в получении информации от членов комиссии. В 6 УИКах: 2004, 2104, 2151, 6020, 6025, 6026 наблюдателям не обеспечили полноценный обзор за местами выдачи бюллетеней, избирательными ящиками и кабинками для голосования. В ряде случаев наблюдателям отказали в свободном перемещении по участку УИК № 2104, 2108, 2110, 2111, 2150, 6020, 6024, 6042, 0202, а также проведении фото- и видеосъемки УИК № 2104, 2108, 2110, 2111,2151, 6020, 6024, 6042»  , — отмечается в пресс-релизе движения.
Также наблюдатели зафиксировали ряд нарушений, касающихся «надомного» голосования. В УИКах № 2114, 6026, 6031 ящики для голосования «на дому» находятся вне поля зрения наблюдателей. В УИКе № 6003 избирательная комиссия отказалась ознакомить наблюдателей с реестром заявлений на голосование вне помещения.
«На момент подготовки материала был выявлен ряд серьезных нарушений в ходе голосования. С участков 2105, 2106, 2150, 2604, 5913, 6006, 6023 поступала информация о вбросах. Также поступило сообщение о том, что ВГТРК "Кубань"   опубликовала данные экзит-полов до окончания времени голосования, что противоречит статье 5.5. КоАП РФ. На данный момент информация с сайта ВГТРК "Кубань"  удалена, но  доступна    в кэше»,  — добавили в «Голосе».